# Дата Харумун
Дата Харумун (яп. 伊達晴宗; 1519 - 12 січня 1578) - японський самурай і дайме періоду Сенгоку.

## Біографія
Син Дате Танемун, чотирнадцятого спадкового глави клану Дате в провінції Муцу, Харумун повинен був стати главою клану після смерті свого батька. Однак метод зміцнення влади Танемуна через політичні шлюби його дітей призвів до війни Тенбун (天分の乱) - повстання, очолюваного Харумуне. Спочатку перевага була за Танемуном, але врешті-решт Харумун змінив батька на посаді глави клану. Потім Харумун переїхав до Йондзави і працював над усуненням наслідків війни.
В якості особливої честі Асікага Йосіхару дозволив Харумун використовувати одну ієрогліф (хару) його імені. Крім того, сьогунат Асікага наділив Харумун владою і обов'язками тендая Муцу.
Харумун був п'ятнадцятим главою клану Дете. Він був батьком шістнадцятого глави, Дате Терумун, і дідом знаменитого сімнадцятого глави клану Дате і засновника клану Сендай, а також міста Сендай в префектурі Міягі, Дате Масамуне.